# Сини вир (водопад)
Сини вир е водопад на река Пробойница в южното подножие на Лакатнишките скали, Западна Стара планина.
Водопадът е разположен на 700 m н.в., а височината на водния пад е 8 m. На 11 октомври 1965 г. територията около водопада, с площ 0,5 ha, е обявена за природна забележителност с име Водопад Синия вир. Част е от защитена зона Понор по директивата за птиците на европейската екологична мрежа Натура 2000.